# Galaxie satelit

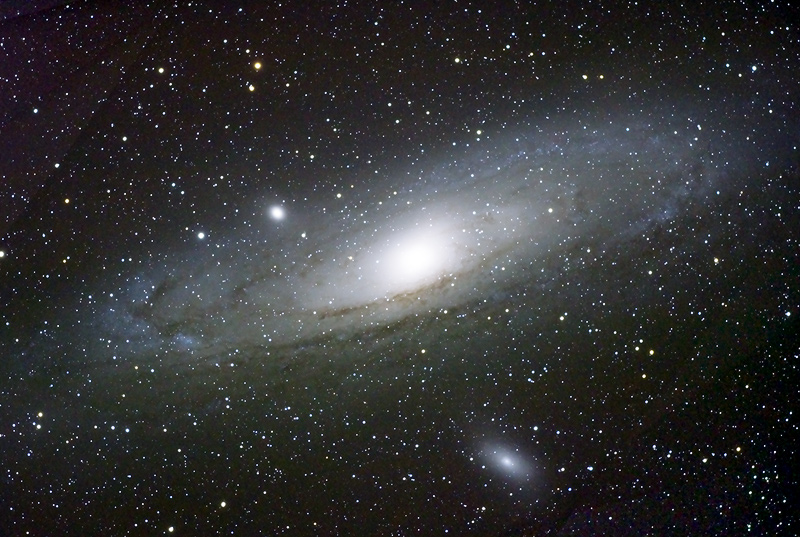
Galaxia Andromeda cu galaxiile satelit M32 și M110.

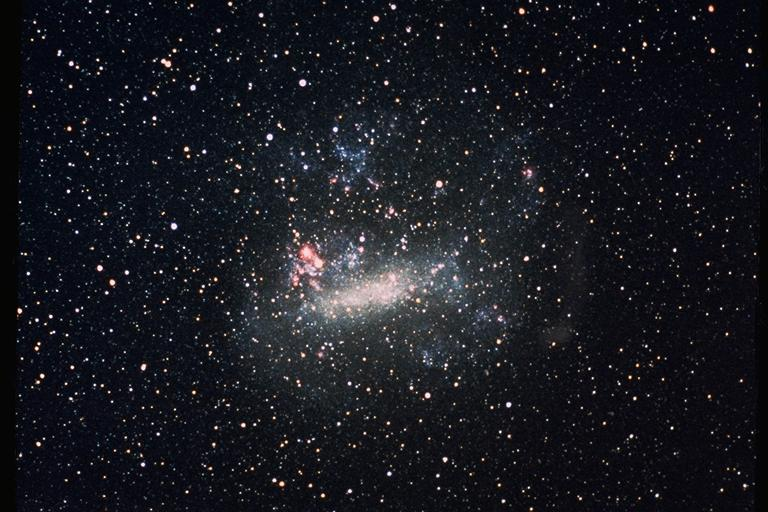
Marele Nor al lui Magellan, cea mai mare galaxie satelit, și a patra cea mai mare din Grupul Local.

O galaxie satelit este o galaxie care orbitează o galaxie mai mari, datorită atracției gravitaționale
Într-o pereche de galaxii care orbitează una în jurul alteia, dacă una este considerabil mai mare, atunci de numește „primară”, iar cea mai mică este galaxia satelit.

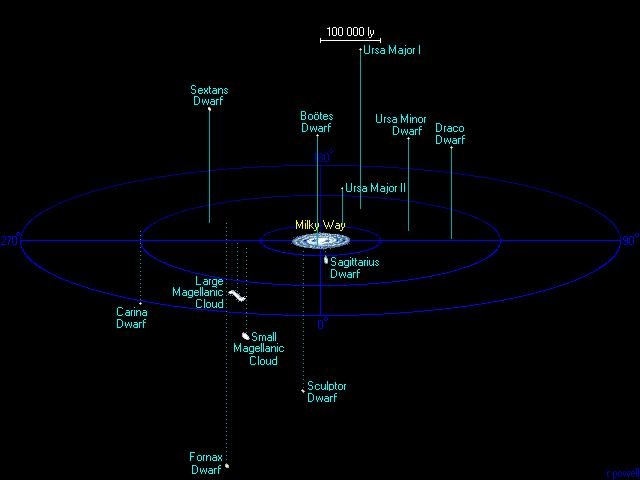
Galaxiile satelit ale galaxiei noastre, Calea Lactee.